# Nutrició enteral

Nutrició enteral amb sonda nasogàstrica

La nutrició enteral o gavatge és una tècnica especial d'alimentació que consisteix a administrar els diferents elements nutritius a través d'una sonda, col·locada de tal forma que un extrem queda en l'exterior i l'altre en diferents trams del tub digestiu, suprimint les etapes bucal i esofàgica de la digestió. A aquesta modalitat d'alimentació cal recórrer quan no és possible una adequada alimentació oral voluntària, sempre que la capacitat de l'aparell digestiu permeti absorbir els nutrients. Per tant, el requisit imprescindible perquè el pacient rebi aquesta alimentació, és que aquest tingui un aparell digestiu amb una mínima capacitat motora i funcional.
Ara bé, en el concepte de nutrició enteral s'inclou la via oral si s'empren dietes químicament definides.

## Vies d'administració
L'administració pot realitzar-se per: 
- Sonda nasogàstrica. És la més comuna. La via d'entrada és un dels orificis nasals, des d'on es fa progressar la sonda fins a la cavitat gàstrica.
- Sonda nasogastro-duodenal i nasogastro-jejunal. És una varietat de l'anterior en la qual l'extrem distal queda situat en l'interior del duodè o del jejú.
- Sonda de gastrostomia. La sonda s'introdueix en la cavitat gàstrica a través d'una incisió quirúrgica de la paret abdominal.
- Sonda de jejunostomia. La sonda queda situada en l'interior de les primeres nanses jejunals, amb l'extrem extern passant a través de la paret abdominal. Sol deixar-se col·locada durant l'acte quirúrgic (en una gastrectomia per exemple).

## Modalitats de nutrició enteral
Hi ha dues modalitats de nutrició enteral:
- Nutrició enteral a dèbit discontinu. La característica d'aquesta modalitat és la infusió a través de la sonda dels diferents nutrients, en intervals lliures de temps. No cal cap element mecànic propulsor, i pot portar-se a terme mitjançant xeringa o per l'acció de la gravetat.
- Nutrició enteral a dèbit continu. És la infusió gàstrica o duodeno-jejunal dels diferents elements nutritius de forma ininterrompuda i mitjançant un procés mecànic. Es caracteritza pel fet que s'alenteix considerablement la velocitat del trànsit, millora l'absorció, es disminueixen i estabilitzen les secrecions digestives, i no se sobrecarrega l'aparell digestiu.